# Villa Nueva (Mendoza)
Pour les articles homonymes, voir Villa Nueva.
Villa Nueva est une localité de la province de Mendoza, en Argentine et le chef-lieu du Département de Guaymallén. Elle est située au nord de la province.

## Personnalités
- Tomás Badaloni (2000-), footballeur né à Villa Nueva.

## Source
- (es) Cet article est partiellement ou en totalité issu de l’article de Wikipédia en espagnol intitulé « Villa Nueva (Mendoza) » (voir la liste des auteurs).